# Galambóc
Galambóc (szerbül: Голубац/Golubac, németül: Taubenberg, törökül: Gögerdsinlik) falu és község Szerbiában.

## Földrajz
Újmoldovával átellenben, közvetlenül a Duna jobb partján, a Vaskapu-szorosnál fekszik. Galambóc községhez 24 falu tartozik.

## Történelem
Galambóc vára helyén egykor Columbaria római erőd állott. A várat a rácok (későbbi szerbek) építették, 1334-ben Károly Róbert hódította meg hadjárata során. 1387-ben Lázár szerb fejedelem ostromolta. A török először 1391-ben foglalta el, de ekkor még Perényi Péter visszafoglalta. A szerb várat 1427-ben szerződéssel szerezte meg Zsigmond király, de annak szerb kapitánya a töröknek adta át 12 000 aranyért.
1428-ban Zsigmond ostrom alá vette, de a szultán serege felszabadította, és a király is alig menekült meg. 1458-ban Mátyás serege ostromolta, de a belharcok miatt kénytelen volt az ostromot félbeszakítani. 1481-ben Kinizsi Pál foglalta el, de nemsokára megint török kézre került. 1688-ban Nándorfehérvár eleste után török őrsége feladta. Festői romjai a Duna partján állnak Galambóc mellett.

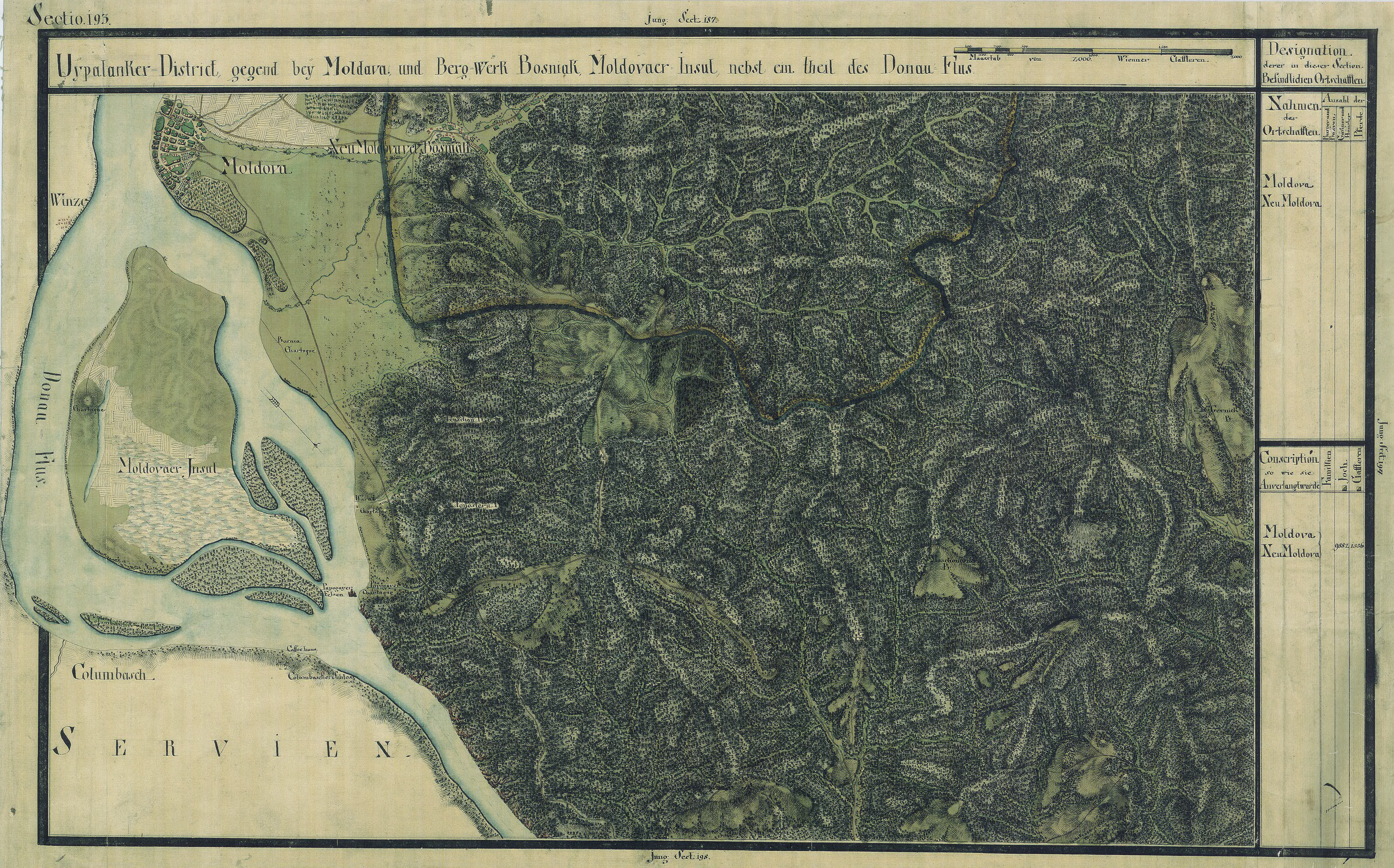
A Magyarország első katonai felmérése során készült térkép a környékről. A bal szélen, a sziget alatt Galambóc, tőle jobbra, a Vaskapu-szoros bejáratánál a vár.